# La Verne
La Verne é uma cidade localizada no estado americano da Califórnia, no Condado de Los Angeles. Foi incorporada em 20 de agosto de 1906.

## Geografia
De acordo com o United States Census Bureau, a cidade tem uma área de 22,2 km², onde 21,8 km² estão cobertos por terra e 0,3 km² por água.

### Localidades na vizinhança
O diagrama seguinte representa as localidades num raio de 8 km ao redor de La Verne.

## Demografia
Segundo o censo nacional de 2010, a sua população é de 31 063 habitantes e sua densidade populacional é de 1 422,72 hab/km². Possui 11 686 residências, que resulta em uma densidade de 535,23 residências/km².